# Coppa Italia Dilettanti (Fase Promozione) 1987-1988
La fase Promozione della Coppa Italia Dilettanti 1987-1988 è un trofeo di calcio cui partecipano le squadre militanti nella Promozione 1987-1988. Questa è la 7ª edizione. La vincitrice si qualifica per la finale della Coppa Italia Dilettanti 1987-1988 contro la vincitrice della fase Interregionale.

## Prima fase

### Friuli-Venezia Giulia
- Anche quest'anno partecipano solo 12 squadre: le 2 retrocesse dal Campionato Interregionale e le migliori 10 della stagione precedente.

| Squadra 1        | Totale          | Squadra 2        | Andata     | Ritorno    |
| ---------------- | --------------- | ---------------- | ---------- | ---------- |
| PRIMO TURNO      | PRIMO TURNO     | PRIMO TURNO      | 06.09.1987 | 13.09.1987 |
| Fontanafredda    | 4 – 5           | Sacilese         | 4 – 2      | 0 – 3      |
| Juniors Casarsa  | 2 – 4           | Cussignacco      | 2 – 4      | 0 – 0      |
| Bujese           | 0 – 3           | Manzanese        | 0 – 3      | 0 – 0      |
| Pro Cervignano   | 2 – 3           | Trivignano       | 1 – 1      | 1 – 2      |
| Cormonese        | 1 – 4           | Monfalcone       | 0 – 2      | 1 – 2      |
| Portuale Trieste | 1 – 1 (4-2 dtr) | Itala San Marco  | 1 – 0      | 0 – 1      |
| SECONDO TURNO    | SECONDO TURNO   | SECONDO TURNO    | 07.10.1987 | 14.10.1987 |
| Sacilese         | 5 – 1           | Monfalcone       | 4 – 1      | 1 – 0      |
| Trivignano       | 2 – 2 (3-0 dtr) | Cussignacco      | 1 – 2      | 2 – 1      |
| Manzanese        | 1 – 6           | Portuale Trieste | 1 – 2      | 0 – 4      |

### Lombardia
| Squadra 1     | Totale        | Squadra 2     | Andata     | Ritorno    |
| ------------- | ------------- | ------------- | ---------- | ---------- |
| PRIMO TURNO   | PRIMO TURNO   | PRIMO TURNO   | 06.09.1987 | 13.09.1987 |
| Stezzanese    | 3 – 1         | Breno         | 2 – 0      | 1 – 1      |
| SECONDO TURNO | SECONDO TURNO | SECONDO TURNO | 07.10.1987 | 14.10.1987 |
| Stezzanese    | 2 – 1         | Lumezzane     | 1 – 0      | 1 – 1      |

### Basilicata
| Squadra 1     | Totale        | Squadra 2     | Andata     | Ritorno    |
| ------------- | ------------- | ------------- | ---------- | ---------- |
| PRIMO TURNO   | PRIMO TURNO   | PRIMO TURNO   | 06.09.1987 | 13.09.1987 |
| Pro Matera    | 2 – 1         | Scanzano      | 1 – 0      | 1 – 1      |
| Moliterno     | 3 – 2         | Maratea       | 2 – 1      | 1 – 1      |
| Real Genzano  | ? – ?         | Avigliano     | 0 – 3      | ? – ?      |
| SECONDO TURNO | SECONDO TURNO | SECONDO TURNO | 07.10.1987 | 21.10.1987 |
| Avigliano     | 1 – 4         | Pro Matera    | 0 – 0      | 1 – 4      |
| Moliterno     | ? – ?         | Cassino       | 0 – 1      | ? – ?      |

### Puglia
Andata del primo turno: Ostuni-San Vito dei Normanni 1-0, Carmiano-Tricase 0-0, Novoli-Junior Francavilla 1-0, Bitonto-Terlizzi 2-0, Noicattaro-Castellana 1-0, Noci-Massafra 0-0 (Fonte Gazzetta del Mezzogiorno 7 settembre 1987 pag.25)
Ritorno del primo turno: San Vito dei Normanni-Ostuni 0-0, Tricase-Carmiano 2-0, Junior Francavilla-Novoli 0-0, Terlizzi-Bitonto 1-1, Castellana-Noicattaro 2-1, Massafra-Noci 3-1 (Fonte Gazzetta del Mezzogiorno 14 settembre 1987 pag.24)

## Terzo turno
| Squadra 1              | Totale      | Squadra 2        | Andata        | Ritorno    |
| ---------------------- | ----------- | ---------------- | ------------- | ---------- |
| TERZO TURNO            | TERZO TURNO | TERZO TURNO      | 02/08.12.1987 | 16.12.1987 |
| (LOM) Stezzanese       | 2 – 1       | Rovereto (TAA)   | 2 – 1         | 0 – 0      |
| (VEN) Luparense        | 2 – 2 (gfc) | Sacilese (FVG)   | 0 – 1         | 2 – 1      |
| (VEN) Mira             | 4 – 2       | Trivignano (FVG) | 2 – 2         | 2 – 0      |
| (FVG) Portuale Trieste | 2 – 1       | Jesolo (VEN)     | 1 – 1         | 1 – 0      |

## Sedicesimi di finale
| Squadra 1              | Totale       | Squadra 2       | Andata     | Ritorno    |
| ---------------------- | ------------ | --------------- | ---------- | ---------- |
| QUARTO TURNO           | QUARTO TURNO | QUARTO TURNO    | 27.12.1988 | 06.01.1988 |
| (LOM) Stezzanese       | 2 – 0        | Thiene (VEN)    | 1 – 0      | 1 – 0      |
| (FVG) Portuale Trieste | 1 – 3        | Luparense (VEN) | 1 – 1      | 0 – 2      |

## Ottavi di finale
| Squadra 1        | Totale | Squadra 2       | Andata | Ritorno |
| ---------------- | ------ | --------------- | ------ | ------- |
| (LOM) Stezzanese | 2 – 1  | Luparense (VEN) | 1 – 0  | 1 – 1   |

## Quarti di finale
| Squadra 1        | Totale      | Squadra 2   | Andata | Ritorno |
| ---------------- | ----------- | ----------- | ------ | ------- |
| (LOM) Stezzanese | 0 – 0 (dtr) | Tollo (ABR) | 0 – 0  | 0 – 0   |

## Semifinali
| Squadra 1                 | Totale | Squadra 2     | Andata | Ritorno |
| ------------------------- | ------ | ------------- | ------ | ------- |
| (LOM) Stezzanese          | 5 – 3  | Niscemi (SIC) | 4 – 0  | 1 – 3   |
| (ABR) Renato Curi Pescara | ?      | ?             | ?      | ?       |

## Finale
| Squadra 1        | Totale | Squadra 2                 | Andata | Ritorno |
| ---------------- | ------ | ------------------------- | ------ | ------- |
| (LOM) Stezzanese | 6 – 2  | Renato Curi Pescara (ABR) | 2 – 1  | 4 – 1   |